# Международный день памяти жертв Холокоста
Международный день памяти жертв Холокоста — международный день ООН, который отмечается 27 января, в день освобождения нацистского концентрационного лагеря «Освенцим» советскими войсками. Памятный день был установлен в 2005 году.

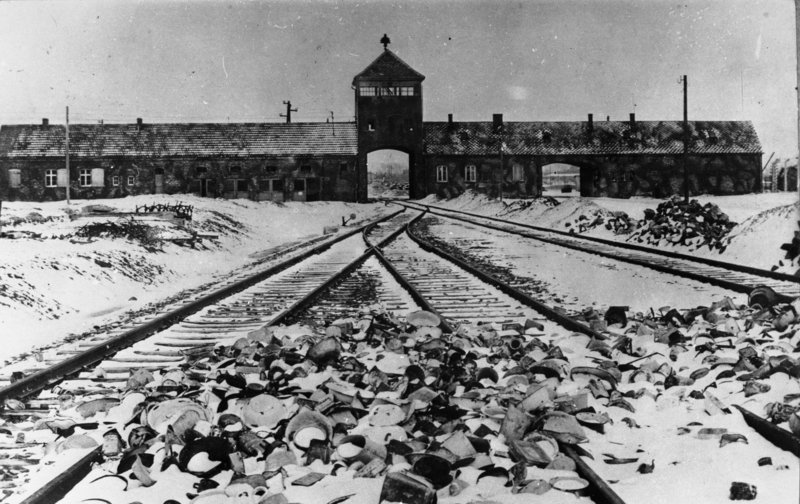
Освенцим

## Название

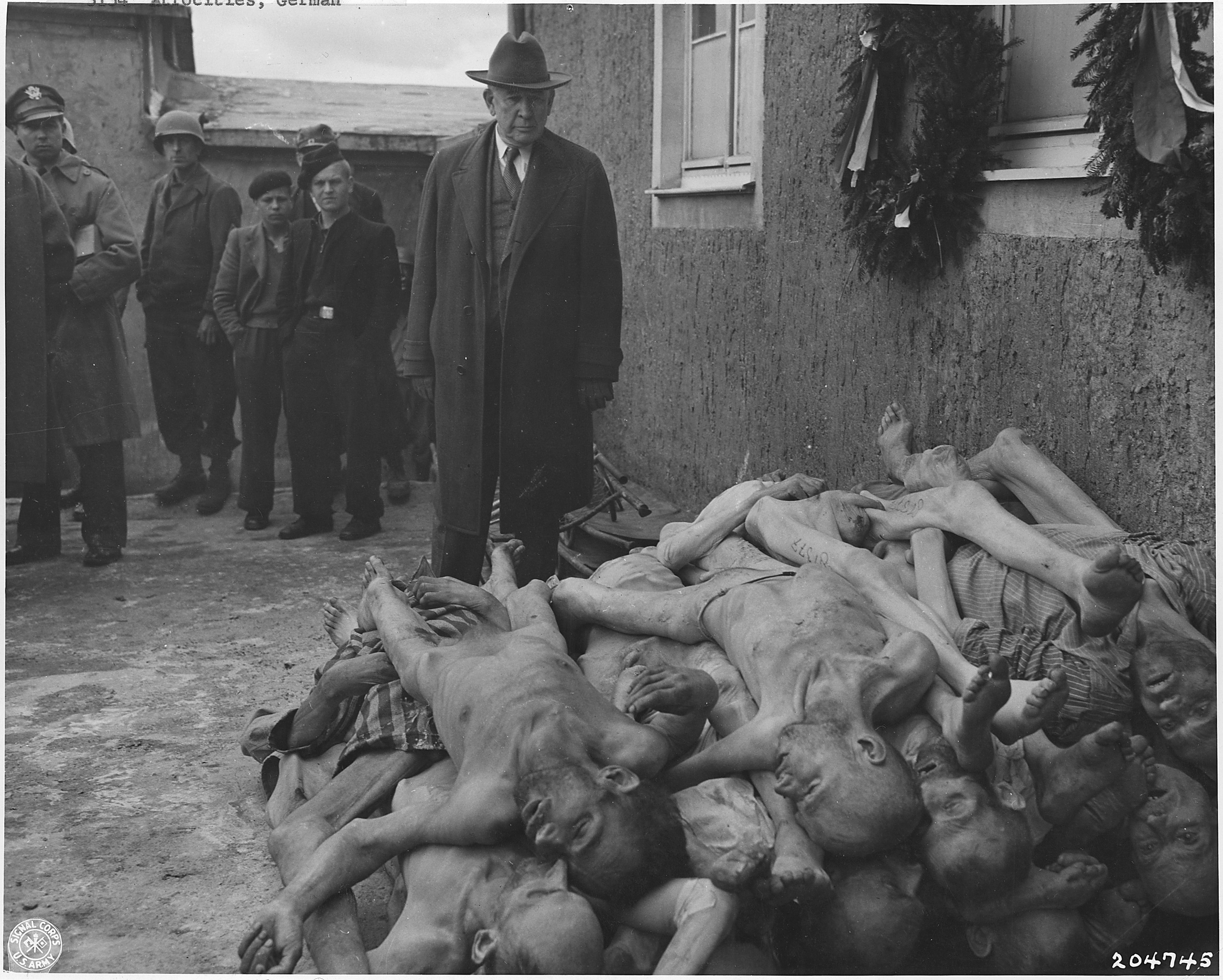
Тела жертв Холокоста в Бухенвальде

Названия памятного дня на официальных языках ООН:
- Международный день памяти жертв Холокоста
- англ. International Holocaust Remembrance Day
- араб. اليوم الدولي لإحياء ذكرى محرقة اليهود‎
- исп. Día Internacional de Conmemoración en memoria de las víctimas del Holocausto
- кит. 国际大屠杀纪念日
- фр. la Journée internationale de commémoration en mémoire des victimes de l'Holocauste

В официальных документах ООН и правительства России слово «Холокост» в названии этого памятного дня по-русски пишется с заглавной буквы). Подобная форма используется также правительством США и ЮНЕСКО.
Термин «Холокост» употребляется с заглавной буквы большинством педагогических, научных и популярных изданий (в том числе и рекомендованных Министерством образования Российской Федерации в качестве учебных пособий для школьников и студентов вузов). Аналогичная рекомендация содержится в специализированных научных исследованиях, посвящённых дефиниции.

## История
С 1996 года 27 января отмечалось в Германии как День памяти жертв национал-социализма. В 2000 году по итогам резолюции Стокгольмского международного форума по Холокосту многие другие европейские страны учредили памятную дату в честь Холокоста с 2001 года. По итогам этой резолюции была создана международная оперативная рабочая группа под эгидой ООН для способствования организации мероприятий в память о Холокосте.
1 ноября 2005 года Генеральная Ассамблея ООН резолюцией № 60/7 учредила Международный день памяти жертв Холокоста. Инициаторами принятия документа выступили Израиль, Канада, Австралия, Россия, Украина, США, а их соавторами — ещё более 90 государств.
Генеральный секретарь ООН Кофи Аннан назвал эту дату «напоминанием об имеющих всеобщее значение уроках Холокоста — этого беспрецедентного проявления зла, которое нельзя просто оставить в прошлом и предать забвению».

## Ежегодные темы (девизы)
- 2024 год — «Признание необычайного мужества жертв и переживших Холокост»
- 2023 год — «Дом и принадлежность»
- 2022 год — «Память, достоинство и справедливость»
- 2021 год — «Лицом к лицу с последствиями: выздоровление и восстановление после Холокоста»
- 2020 год — «75 лет после Освенцима — распространение знаний и сохранение памяти о Холокосте в целях достижения всеобщей справедливости»
- 2019 год — «В память о Холокосте: требуйте и защищайте ваши права человека»
- 2018 год — «Память и распространение знаний о Холокосте: наша общая ответственность»
- 2017 год — «В память о Холокосте: просвещение во имя лучшего будущего»
- 2016 год — «Холокост и человеческое достоинство»
- 2015 год — «Свобода, жизнь и наследие переживших Холокост»
- 2014 год — «Пути через Холокост»
- 2013 год — «Спасатели во время Холокоста: мужество заботиться»
- 2012 год — «Дети и Холокост»
- 2011 год — «Женщины и Холокост: мужество и сострадание»
- 2010 год — «Память о Холокосте: наследие выживания»
- 2009 год — «Подлинная основа для надежды: память о Холокосте и образование»

## День памяти жертв Холокоста в различных странах
В Австрии День памяти жертв насилия и расизма в память о жертвах нацизма отмечается 5 мая. В этот день в 1945 году на территорию лагеря Маутхаузен-Гузен вошли американские разведчики.
В Венгрии День памяти отмечается 16 апреля. В этот день в 1944 году евреев страны начали массово переселять в гетто.
В Болгарии День спасения болгарских евреев и жертв Холокоста и преступлений против человечества отмечается 10 марта. В этот день в 1943 году вступил запрет на депортацию евреев, таким образом усилиями болгарских праведников мира и местных жителей были спасены 50 тысяч евреев.
В Израиле День Катастрофы и Героизма (Йом Ха-Шоа) отмечается по еврейскому календарю 27 нисана, день начала восстания в Варшавском гетто. В григорианском календаре эта дата может соответствовать промежутку между 7 апреля и 7 мая.
Дата 27 нисана была предложена первым премьер-министром Израиля Давидом Бен Гурионом.
В Латвии День памяти жертв геноцида еврейского народа отмечается 4 июля. В этот день в 1941 году были сожжены все рижские синагоги, погибли тысячи евреев.
В Литве День геноцида литовских евреев отмечается 23 сентября. В этот день в 1943 году началась депортация евреев из ликвидированного Вильнюсского гетто.
В Нидерландах День памяти жертв Холокоста отмечается 4 мая.
В Польше в день памяти жертв Холокоста проводится Марш живых.
В Румынии День памяти жертв Холокоста (Румыния) 9 октября. В этот день в 1941 году началась депортация евреев Буковины, Молдавии и Румынии в концлагеря и гетто Транснистрии.
Германия отмечает день памяти жертв Холокоста 27 января — как всемирный. В 2011 году этот день был впервые посвящён цыганским жертвам геноцида, и в нём принял участие федеральный президент Кристиан Вульф.
В Словакии День жертв Холокоста и расовой ненависти отмечается 9 сентября. В этот день в 1941 году были приняты антисемитские законы, основанные по образцу Нюрнбергских законов.
В Сербии День памяти жертв Холокоста, геноцида и других жертв фашизма отмечается 22 апреля. В этот день в 1945 году партизанские части НОАЮ освободили концентрационный лагерь Ясеновац.
Во Франции День памяти жертв расистских и антисемитских гонений отмечается 16 июля. В этот день в 1942 году в Париже были арестованы 13 152 еврея и депортированы в Освенцим.
В России Международный день памяти жертв Холокоста решением Министерства просвещения был удалён из Календаря образовательных событий на 2020/2021 год.